# Coroatá
Coroatá, amtlich portugiesisch Município de Coroatá, ist eine Gemeinde im Bundesstaat Maranhão in Brasilien. Im Volkszählungsjahr 2010 lebten hier 61.725 Coroataenser. Die Bevölkerungszahl wurde zum 1. Juli 2019 auf 65.296 Einwohner geschätzt, die auf einer Gemeindefläche von rund 2263,7 km² leben. Die Bevölkerungsdichte lag 2010 rechnerisch bei 27 Personen pro km², rund 70 % der Bevölkerung konzentrierten sich jedoch auf den direkt am Rio Itapecuru liegenden urbanen Kern. Sie liegt an 19. Stelle der 217 Munizips des Bundesstaates. Die Hauptstadt São Luís ist 260 km entfernt.
Sie ist Bischofssitz des katholischen Bistums Coroatá mit ihrer Diözesankathedrale Catedral Nossa Senhora da Piedade. Die Universidade Estadual do Maranhão unterhält einen Campus für Hochschulbildung, das Instituto Estadual de Educação, Ciência e Tecnologia do Maranhão (IEMA) eine weiterführende technische Schule.

## Geschichte
Die portugiesischen Kolonialherren besiedelten zuerst das Gebiet, gefolgt von Bewohnern der Umgebung. Die Landwirte benutzten den Ort als Umschlagdepot, Reisende, die über den Rio Mearim in die Gegend gelangten, konnten sich hier versorgen. Syrische und libanesische Einwanderer sorgten für den Handel und weiteren Aufschwung. Das Territorium unterstand anfangs dem Munizip Caxias, der Siedlungskern hieß Coroatá-Grande und lag am Ufer des Igarapé Grande, einem Zufluss des Rio Itapecuru, heute in einer Vorortzone gelegen. Der spätere, heutige Stadtkern wurde am gegenüberliegenden, linken Ufer des Rio Itapecuru errichtet. Der Ortsname leitet sich von einem indigenen Pflanzennamen ab.
Der Ort hatte eine privilegierte Lage durch den Itapecuru als Transportweg, zusätzlich brachte im Anfang des 20. Jahrhunderts die Eisenbahnlinie Ferrovia São Luís–Teresina, die die eigene Hauptstadt mit denen von Piauí, Teresina, und Ceará, Fortaleza, verband, wichtige Faktoren für die Entwicklung der Gemeinde. Bereits am 5. November 1843 war durch das Provinzgesetz Lei n° 173 die Siedlung zur Vila Coroatá erhoben worden. Am 8. April 1920 folgte durch das Lei n° 924 die Stadtrechtsverleihung und Coroatá wurde aus Caxias ausgegliedert.

## Geographie
Der Ort Coroatá liegt auf einer Höhe von 35 Metern über dem Meeresspiegel. Das Biom ist der brasilianische Cerrado. Der größere Teil liegt linksseitig des Rio Itapecuru. Straßenanbindung erfolgt über die MA-020 und MA-235.
Umliegende Gemeinden sind Timbiras, Codó, Peritoró, Alto Alegre do Maranhão, São Mateus do Maranhão, Pirapemas und Vargem Grande.

## Klima
Die Gemeinde hat tropisches Klima, Aw nach der Klimaklassifikation nach Köppen und Geiger. Die Durchschnittstemperatur ist 27,4 °C. Die durchschnittliche Niederschlagsmenge liegt bei 1332 mm im Jahr. Der Südsommer hat höhere Niederschläge als der Südwinter.
|                   | Jan  | Feb  | Mär  | Apr  | Mai  | Jun  | Jul  | Aug  | Sep  | Okt  | Nov  | Dez  |   |      |
| Temperatur (°C)   | 27,0 | 26,9 | 26,9 | 26,9 | 26,6 | 26,5 | 27,1 | 28,0 | 28,5 | 28,7 | 28,2 | 27,6 | Ø | 28,7 |
| Niederschlag (mm) | 176  | 227  | 274  | 240  | 151  | 52   | 32   | 9    | 9    | 26   | 47   | 89   | Σ | 1332 |

## Kommunalverwaltung
Die Exekutive liegt bei dem Stadtpräfekten (Bürgermeister). Bei der Kommunalwahl 2016 wurde Luís Mendes Ferreira Filho des  Partido dos Trabalhadores (PT) zum Stadtpräfekten für die Amtszeit von 2017 bis 2020 gewählt.
Die Legislative liegt bei einem 15-köpfigen gewählten Stadtrat, den vereadores der Câmara Municipal.

## Bevölkerungsentwicklung
| Jahr | Einwohner | Stadt  | Land   |
| --- | --------- | ------ | ------ |
| 1991 | 47.487    | 23.859 | 23.628 |
| 2000 | 55.676    | 33.419 | 22.257 |
| 2010 | 61.725    | 43.057 | 18.668 |
| 2019 | 65.296    | ?      | ?      |
| Die zur Anzeige dieser Grafik verwendete Erweiterung wurde dauerhaft deaktiviert. Wir arbeiten aktuell daran, diese und weitere betroffene Grafiken auf ein neues Format umzustellen. (Mehr dazu) |           |        |        |

Quelle: IBGE (2011)

## Durchschnittseinkommen und Lebensstandard
Das monatliche Durchschnittseinkommen betrug 2017 den Faktor 1,7 des brasilianischen Mindestlohns (Salário mínimo) von R$ 880,00 (Einkommen umgerechnet für 2019: rund 338 € monatlich). Der Index der menschlichen Entwicklung (HDI) ist mit 0,576 für 2010 als im Mittel liegend eingestuft. 2017 waren 3934 Personen oder 6,1 % der Bevölkerung als fest im Arbeitsverhältnis stehend gemeldet, 53,3 % der Bevölkerung hatten 2010 ein Einkommen von der Hälfte des Minimallohns. Über 9500 Familien erhielten im Oktober 2019 Unterstützung durch das Sozialprogramm Bolsa Família.
Das Bruttosozialprodukt pro Kopf betrug 2016 6239 R$, das Bruttosozialprodukt der Gemeinde belief sich auf 400.038 Tsd. R$.

## Analphabetenquote
Coroatá hatte 1991 eine Analphabetenquote von 63,4 % (inklusive Grundschulabbrecher), die sich bei der Volkszählung 2010 bereits auf 41,7 % reduziert hatte. Rund 32,4 % der Bevölkerung waren 2010 Kinder und Jugendliche bis 15 Jahre.

## Ethnische Zusammensetzung
Ethnische Gruppen nach der statistischen Einteilung des IBGE (Stand 2000 mit 55.676 Einwohnern, Stand 2010 mit 61.725 Einwohnern): Von diesen lebten 2010 43.057 Einwohner im städtischen Bereich und 18.668 im ländlichen Raum des Cerrado.
| Gruppe      | Anteil 2000 | Anteil 2010 | Anmerkung                        |
| ----------- | ----------- | ----------- | -------------------------------- |
| Pardos      | 32.599      | ▲ 41.271    | Mischrassige, Mulatten, Mestizen |
| Brancos     | 16.171      | ▼ 13.913    | Weiße, Nachfahren von Europäern  |
| Pretos      | 6.279       | ▼ 6.051     | Schwarze                         |
| Amarelos    | 58          | ▲ 470       | Asiaten                          |
| Indígenas   | 89          | ▼ 20        | indigene Bevölkerung             |
| ohne Angabe | 480         | –           |                                  |

## Söhne und Töchter der Stadt
- Paulo César Rocha Rosa (* 1980), Fußballspieler